# Siège de Caernarfon
 (février 2018).
Révolte des Gallois
Batailles
Le siège de Caernarfon (en vieux français) a lieu en avril 1404 au Pays de Galles. Il est conduit par les forces du chef rebelle gallois Owain Glyndŵr et s'inscrit dans la révolte des Gallois.

## Déroulement
Owain Glyndŵr progresse au cours de l'année 1403. Son adversaire Henri IV d'Angleterre doit affronter une rébellion sérieuse dans le Cheshire lors de la bataille de Shrewsbury. Owain en profite pour chasser l'armée anglaise de Galles lors de la bataille de Stalling Down. Il reçoit alors des renforts français de 1 100 hommes. Au début de l'année 1404, il s'empare de Harlech et avance vers Caernarfon, encore aux mains des Anglais.
Caernarfon avait déjà été assiégé sans succès en 1401 par Owain lors de la bataille de Tuthill. Cette fois-ci, le corps expéditionnaire français apporte de puissants engins de siège. Les Français escaladent les murailles de Caernarfon et obtiennent la capitulation anglaise, qui ne compte alors pas plus d'une trentaine d'hommes. 